# Gym

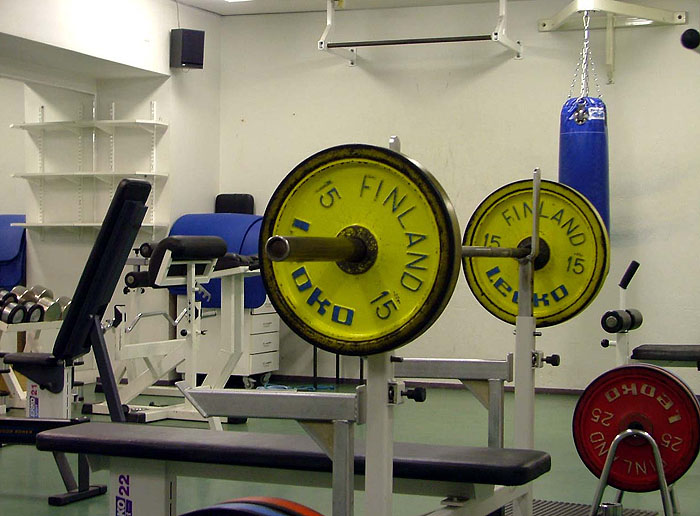
Exempel på en lokal för styrketräning.

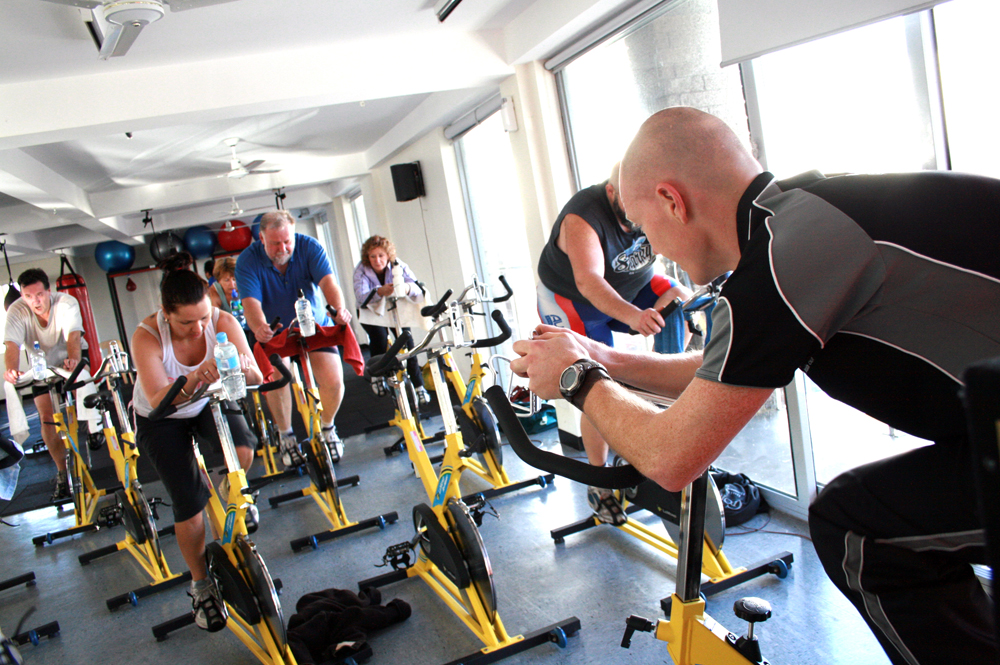
Gruppträning på cykel i ett gym.

Ett gym är en inomhusanläggning eller lokal för fysisk träning och kroppsvård, exempelvis styrketräning.
Ett gym kan, förutom ren styrketräning, vara avsett för individuell konditionsträning (exempelvis motionscykel) och olika former av schemalagd gruppträning, såsom aerobics, motionsgymnastik och yoga. Det finns kommersiella gym som erbjuder motionsidrott för allmänheten mot betalning.
Ordet gym kommer från grekiskans gymnos (γυμνός), "naken". Under den grekiska antiken var ett gymnasium en plats för fostran av yngre män, bland annat fysisk träning, badhus och bibliotek. I betydelsen träningsanläggning är dock ordet gym närmast ett lån från engelskan, där ordet "gymnasium" (till skillnad från bland annat svenska och tyska) ej syftar på gymnasieskola utan gymnastiksal eller idrottshall (särskilt i skolor). Till skillnad från i svenskan brukar i engelskan även anläggningar för lagidrott räknas in i begreppet gym(nasium).
Några vanliga gymkedjor i Sverige är: Nordic Wellness, Sats, Friskis & Svettis och Fitness24Seven.